# Osmia calaminthae
Osmia calaminthae — вид перетинчастокрилих комах родини мегахілид (Megachilidae). Вид відкрито у 2011 році, його середовище проживання вивчено у 2016 році, а в березні 2020 році бджолу знову було виявлено.

## Назва
Основу раціону для бджоли складає пилок м'яти Calamintha ashei. Звідси і назва виду.

## Поширення
Ендемік Флориди. Поширений на півдні хребта Лейк-Вельс (або Середньофлоридського хребта). Ареал виду обмежений ділянкою завдовжки 20 км та завширшки 2 км. Мешкає у зоні флоридського скрабу.

## Опис
Доросла самиця сягає завдовжки 10–11 мм, з них на передньоспинку припадає 6–7 мм. Самець сягає 10 мм завдовжки. Самиці темно-синього кольору з коричневими відмітинами; у самця блідо-блакитна голова і мезосома, темно-синя метасома та деякі коричневі відмітини. В передній частині самиця густо вкрита волосками, які використовуються для збору пилку.